# 里约热内卢市立剧院

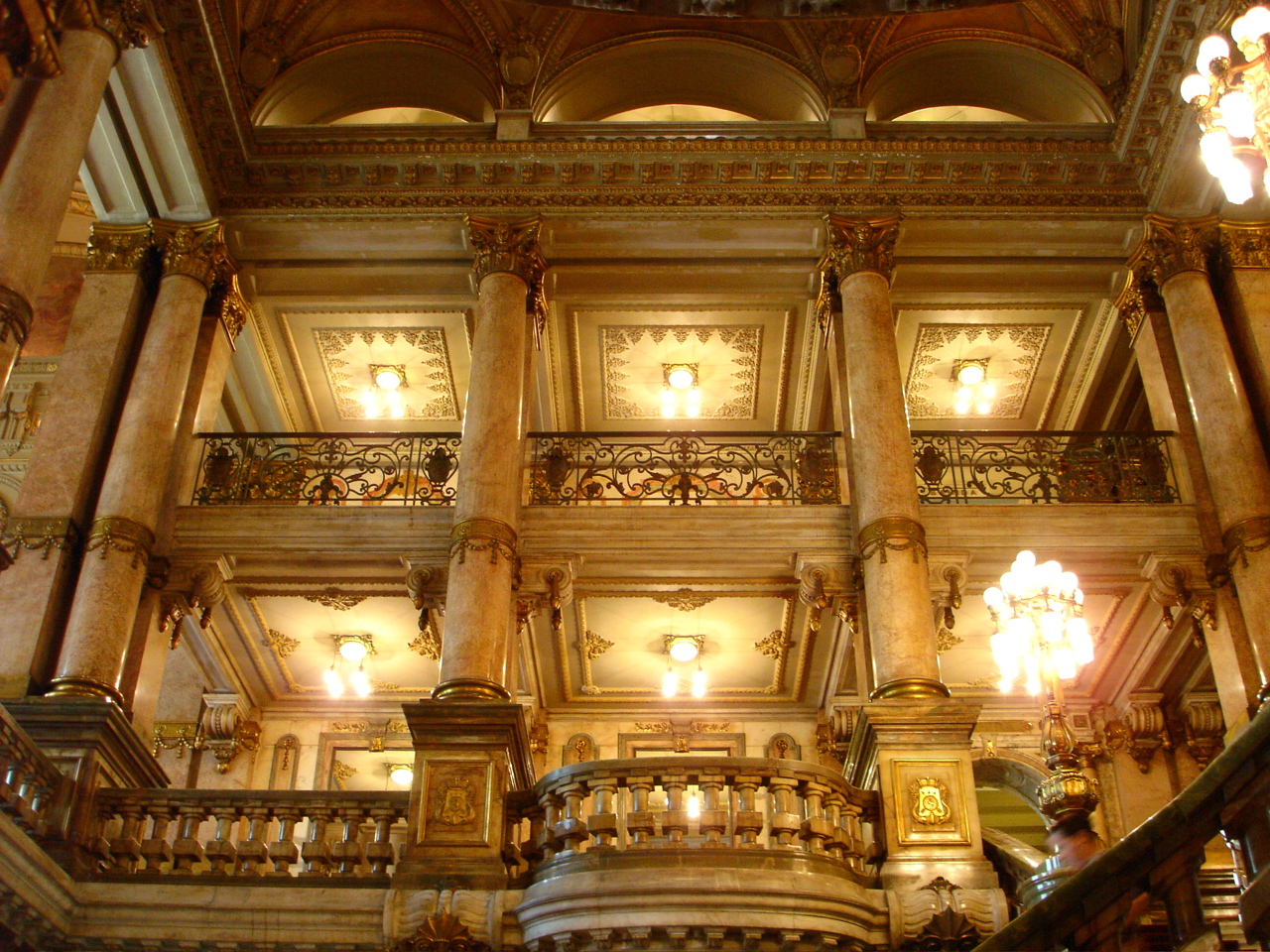
从楼梯上观看剧院内部

里约热内卢市立剧院（葡萄牙語：Theatro Municipal do Rio de Janeiro）是位於巴西里约热内卢的歌劇院。於1909年7月建成，被视为里约热内卢城市商业区最美的建筑之一。像圣保罗市立剧院一样，此建筑以折衷风格來設計。灵感来自于查尔斯·加尼叶设计的巴黎歌剧院。此剧院大约有1,700个座位，分布于四层。外墙上刻着巴西与国际文化中重要人物的名字。这座剧院坐落于国家图书馆和国家美术馆附近，俯瞰宽敞的西尼兰地亚广场。

## 歷史
在二十世纪初，巴西的前首都经历了一次由市长弗朗西斯科·佩雷拉·帕索斯引导的再城市化计划，以使这座城市成为国家现代化的典范。建造使城市能够上演现代歌剧与音乐会的剧院计划被再城市化策划者提出。该建筑建于中央大道，现在的里约白色大道上，邻近海滨。 
建筑于1905年开工，基础由一千六百根木桩打下，在1909年七月14日开幕。